# Pierre La Police
Pour les articles homonymes, voir Police.
 (juin 2018).
 (juin 2018).
Pierre La Police est le pseudonyme d'un auteur de bandes dessinées et artiste plasticien français dont le véritable nom reste inconnu.

## Biographie
Pierre La Police n'a livré presque aucun élément de biographie dans les interviews qu'il a données, et il y exprime de fait sa volonté d'effacer son personnage au bénéfice de ses œuvres,. Celles-ci lui valent en premier lieu une reconnaissance pour ses bandes dessinées,, mais son travail l'a également amené au dessin de presse, à l'illustration, à l'art contemporain, à l'édition et à la télévision. Pierre La Police étend aussi ses techniques à divers supports : dessin, peinture, collage, vidéo, lithographie, installation, etc.
Après avoir suivi un enseignement académique, il a choisi de se diriger dès ses premières œuvres à l'opposé de cette tendance, ses premières auto-éditions et graphzines relevant d'un mouvement artistique qui, comme l'a écrit un critique, renouvelait l'esprit underground qui disparaissait avec l'entreprise commerciale que devenait alors le punk. Les débuts de l'œuvre de Pierre La Police sont indissociables de la librairie-galerie parisienne Un Regard Moderne, de Jean-Pierre Faur et Jacques Noël, celle-ci ayant contribué à la rencontre et à l'émergence de bon nombre d'artistes édités alors par Le Dernier Cri, APAAR et Chacal Puant notamment.
Si l'humour et les jeux sur le langage comme sur la forme narrative sont une constante des scénarios de ses bandes dessinées, l'évolution de son style lui a fait abandonner des techniques graphiques lui étant propres, telles que l'utilisation du Tipp-Ex dans Superteam versus Megapac, The Phantom et The Double Phantom, dans les dessins de presse de ses premières années également, et le coloriage par découpage dans Les Praticiens de l'Infernal, édité par Jean-Pierre Faur. Pierre La Police a choisi une ligne de plus en plus épurée, comme le montrent les différentes éditions de Nos Meilleurs Amis et l'Acte Interdit, de Top Télé Maximum, et la succession des volumes de la série des Praticiens de l'Infernal.
Il a collaboré à de nombreux journaux et magazines, débutant dans Lire dès 1989, engageant une collaboration prolongée avec Libération et surtout Les Inrockuptibles (de 1992 à 2008) qui publia non seulement ses dessins de presse, mais également par épisodes de 9 cases Les Mousquetaires de la Résurrection. On retrouve à présent régulièrement ses dessins dans So Foot (depuis 2004), et des magazines comme Society ou encore GQ lui permettent depuis quelques années de s'exprimer principalement sur des sujets de société. Ses ouvrages Attation !, Top Télé Maximum, Véridique ! et Science Foot, publiés en séries de plusieurs tomes par Cornélius, sont des compilations de différents travaux à l'origine créés pour ces médias.
L'œuvre de Pierre La Police, si l'on doit en donner une présentation d'ensemble, se situe dans la droite ligne de l'art idiot. L'artiste utilise des techniques très diverses avec le souci constant de fouler aux pieds les règles du bon goût, recherchant et exagérant même à ses débuts une esthétique de la malfaçon. Cette démarche relève plus de la disqualification par saturation de nos stéréotypes que de la parodie de l'imagerie médiatique et publicitaire, dont elle se rapproche toutefois bien souvent. Son œuvre nous fait nous interroger sur la place de la bande dessinée dans l'art, comme sur la bêtise en tant que sujet artistique et littéraire contemporain en propre.
Si son travail d'auteur de bandes dessinées et de dessinateur de presse l'ont d'abord amené à exposer en marge de l'art contemporain, selon ses mots, ses collaborations avec la Galerie du jour Agnès b. ou Kamel Mennour, son travail de lithographie avec la Galerie Idem, son année de résidence à Kyoto en 2006, comme ses collaborations avec le critique Jean-Yves Jouannais, et des artistes tels que Julien Carreyn et Arnaud Maguet le font aujourd'hui pleinement compter parmi les artistes plasticiens plus que comme un simple auteur de bandes dessinées,.

## Œuvres
(juinv2018).

### Bandes dessinées
- Les Praticiens de l'Infernal, Auto-édition, 1989[note 1]
  - Les Praticiens de l'Infernal, APAAR, 1992, tirage limité à 50 exemplaires[note 2]
- Superteam versus Megapac, APAAR, 1990, tirage limité à 100 exemplaires, numérotés[19]
  - « Superteam versus Megapac », L’incongru, no 3,‎ 1992
  - (de) « Superteam versus Megapac », Strapazin, no 72,‎ 2003
- The Phantom (auto-édition), 1992, imprimé en noir sur calque, 100 exemplaires numérotés et signés[20]
- The Double Phantom (auto-édition), 1992, imprimé en noir sur calque, 100 exemplaires numérotés[20]
  - The Double Phantom (livre d'art, impression sérigraphie en couleurs limitée à 200 exemplaires numérotés et signés), Le Dernier Cri, coll. « Hypertrofie », 1999[20],[21]
- Nos Meilleurs Amis et l'Acte Interdit  (auto-édition) (imprimé en n&b), 1992, 60 p., 200 exemplaires numérotés[22]
  - Nos Meilleurs Amis et l'Acte Interdit, Cornélius, coll. « Raoul », mai 2000, 62 p., à l'italienne (ISBN 2-909990-21-4)
  - Nos Meilleurs Amis et l'Acte Interdit  (impression en couleur), Cornélius, coll. « Jacky », avril 2011 (ISBN 2915492433)
- Les Praticiens de l'Infernal : des aventures de Fongor et les deux Thémistècle, Jean-Pierre Faur, janvier 1993 (ISBN 2909882020)
- Les Mousquetaires de la Résurrection : une nouvelle cavalcade de Fongor et des deux Thémistècle, Jean-Pierre Faur, octobre 1996 (ISBN 2909882233)
  - (es) Los Praticants del Esperanto, Esteban Bernatas, 2010 (ISBN 8461448235)
- Top Télé Maximum (impression n&b), Cornélius, coll. « Raoul », septembre 1993, 34 p., à l'italienne (ISBN 2-909990-06-0)
  - Top Télé Maximum (impression n&b), coll. « Raoul », avril 1996, 62 p., à l'italienne (ISBN 2-909990-15-X)
  - Top Télé Maximum (impression bicolor), coll. « Raoul », mai 2000, 62 p., à l'italienne (ISBN 978-2-909990-15-6)
  - Top Télé Maximum (impression Bichromie), Cornélius, coll. « Jacky », avril 2011, 96 p. (ISBN 978-2-915492-39-2)
- Pierre La Police (scénario) (ill. Jean Lecointre), La Balançoire de Plasma, vol. 1 (Feuilleton de science-fiction), Jean-Pierre Faur, avril 1996 (ISBN 2-909882-22-5)[note 3]
- Pierre La Police (scénario) (ill. Jean Lecointre), La Balançoire de Plasma, vol. 2 (Feuilleton de science-fiction), Jean-Pierre Faur, octobre 1996 (ISBN 2909882241)
- Pierre La Police (scénario) (ill. Jean Lecointre), La Balançoire de Plasma, vol. 3 (Feuilleton de science-fiction), Jean-Pierre Faur, 2e trimestre 1997 (ISBN 2-909882-27-6)
- Pierre La Police (scénario) (ill. Jean Lecointre), La Balançoire de Plasma, vol. 4 (Feuilleton de science-fiction), Jean-Pierre Faur, 4e trimestre 1997 (ISBN 2-909882-29-2)
- Attation ! (impression n&b), Cornelius, coll. « Raoul », juin 1998, 62 p., à l'italienne (ISBN 2-909990-37-0)
  - Attation ! (impression Bichromie), Cornelius, coll. « Jacky », avril 2011, 96 p. (ISBN 978 2 915492 40 8)
- Pierre La Police (scénario) (ill. Jean Lecointre), La Balançoire de Plasma, vol. 5 (Feuilleton de science-fiction), Jean-Pierre Faur, 2e trimestre 1999 (ISBN 2-909882-33-0)
- Véridique !, vol. 1 (Recueil de chroniques parues dans Les Inrockuptibles), Cornélius, coll. « Sergio », 1999 (ISBN 2909990443)
- Véridique !, vol. 2 (Recueil de chroniques parues dans Les Inrockuptibles), Cornélius, coll. « Sergio », 2000 (ISBN 2909990567)
- Véridique !, vol. 3 (Recueil de chroniques parues dans Les Inrockuptibles), Cornélius, coll. « Sergio », 2002 (ISBN 290999063X)
- Véridique[23] !, vol. 4 (Recueil de chroniques parues dans Les Inrockuptibles), Cornélius, coll. « Sergio », 2002 (ISBN 2909990664)
- Traumavision, Cornelius, coll. « Sergio », juin 2004 (ISBN 2915492034)
- La Balançoire de Plasma (édition intégrale), Cornélius, coll. « Pierre », novembre 2005 (ISBN 2915492166)
- Science Foot, Cornélius, coll. « Delphine », juin 2012, 96 p., à l'italienne (ISBN 2360810367)
- Les Praticiens de l'Infernal : Destruction du littoral et césarienne interdite, vol. 1, Cornélius, coll. « Raoul », novembre 2012 (ISBN 2360810340)
  - Les Praticiens de l'Infernal : Destruction du littoral et césarienne farfelue, iBooks, janvier 2011
  - (en) Challengers of the Mephitic : Seacoast Damage and Whacky Caesarian, iBooks, novembre 2010
- Les Praticiens de l'Infernal : Miracles nuisibles et malveillances célestes, vol. 2, Cornélius, coll. « Raoul », mars 2017 (ISBN 2360811339)
  - (en) Challengers of the Mephitic : Detrimental miracles and celestial malevolence, vol. 2, iBooks, mars 2017
- Science Foot, t. 2, Cornélius, coll. « Delphine », mai 2018, 80 p., à l'italienne (ISBN 978-2-36081-149-6)
- Les Praticiens de l'Infernal : Perpétrations punitives et dépressions basaltiques, vol. 3, iBooks, juin 2021

### Ouvrages collectifs
- Le Pantalon (dirigé par Charlie Schlingo), Fish & Chips, 1996 (ISBN 2-9510535-0-9)
- Le Pâté de Lapin  (Mandrake), L'Association, avril 1997 (ISBN 2-909020-83-5)[note 4]
- L'important c'est de participer, Cornélius et Le Monde, 2004 (ISBN 2915492077)
- Cornélius ou l'Art de la Mouscaille et du Pinaillage  (catalogue d'exposition) (p. 104-105, La Maison de Cornélius en Pâte à Sel), Cornélius et la Ville de Lorient, 2007 (ISBN 9782915492385)
- Les Synchrotypes (dirigé par Etienne Charry), Les Requins Marteaux, coll. « Ferraille Recor », 2011 (ISBN 2849610976)
- Comicscope (dirigé par David Rault), l'Apocalypse, 2013 (ISBN 2367310114)

### Vidéos
- Série d’animation : Mini Pim Poum, 30 épisodes pour Canal+, 2001
- Série d’animation : Astronautes en Perdition, Œil pour œil production. Diffusion internet pour le site de programmes en ligne Visiodrome.com, 2001
- Court métrage : La Parole de Vie (épisode 1), pour Canal+, 2003
- Court métrage : La Parole de Vie (épisode 2), pour Canal+, 2004
- Film d'animation : Menace neanderthale (collection de séquences de films), 2004
- Conception, réalisation d’un jeu interactif Animalaise, pour Arte Web, 2013

### Autres productions
- Ursula Andress versus Megadoktor (graphzine), 1988 (lire en ligne)[24]
- Megadoktor (graphzine), 1988 (lire en ligne)
- Oncle surprise (graphzine), 1988, auto-édité à 50 exemplaires (lire en ligne)[25]
- Pterodactyl Attack (graphzine), 1988[26]
- Pochette du Single (musique) Slaves de Skullflower, Forced Exposure FE-022, 1990[27]
- Mini Pim-Poum (graphzine), 1992[28]
- Le Pain du ciel (graphzine avec audio cassette), 1992[19]
- The GuM, Jean-Pierre Faur, juillet 1994, livre d'art, recueil de dessins, peintures, textes et photos (série limitée à 500 exemplaires) (ISBN 2-909882-11-X)
- Le Cinéma de Pierre La Police. Portfolio contenant 6 créations originales de films imaginaires. Edition et Préface : Jean-Pierre Dionnet. Réalisation : Étienne Robial. Canal+, novembre 1998
- Pochettes des CD et LP de Shalark Some of Them Don't et Don't. Karat records, 2001[29],[30]
- Illustration du livre L’idiotie. Art, Vie, Politique-Méthode, de Jean-Yves Jouannais, Beaux-Arts Editions, mars 2003  (ISBN 2842784316) et Flammarion, Champs arts, avril 2017  (ISBN 9782081406834)
- Traumavision (Stembogen). CD. Radiomentale & Pierre La Police. Un Hommage au Cinéma bis. Movies in your head Vol. 4. 2004. PPT – audio series Stembogen 13[31]
- The Murder of Five People at a Car Wash. Leporello publié à l'occasion de l'exposition Traumavision, Galerie agnès b., Tokyo et Hong Kong, 2004 et 2005
- Leisure Time (livre d'artiste lithographié édité à 500 exemplaires numérotés et signés), Item éditions, avril 2006 (présentation en ligne)
- Pochette du Single (musique) Many * Kyaisuiyokumaster de Tamio Okuda, SME Records, 2006[32]
- She was Italian. Portfolio de 6 lithographies. Tirage limité 40 exemplaires numérotés et signés. Editions Item, 2007[33]
- Tes Monstrueux Autocollants qui Brillent dans la Nuit. Portfolio de lithographies. Tirage limité 40 exemplaires numérotés et signés. Editions Item, 2007[33]
- Julien Carreyn et Pierre La Police, Les Demoiselles de Vienne, Paris, Editions Jhon Magazine, 2006, édité à 140 exemplaires
  - Julien Carreyn et Pierre La Police, Les Demoiselles de Vienne, Cornélius, coll. « Jacky », 2008 (ISBN 978 2 915492 56 9)
- Macropopes. Série de 4 estampes. Tirage limité 40 exemplaires numérotés et signés. Editions Item, 2008 et 2009[34]
- Pochette du LP de Fred Bigot, Vincent Epplay et Arnaud Maguet  Musique Pour les Plantes des Dieux. Les Disques en Rotin Réunis LDRR#025, 2009[35]
- Pochette du CD Megaphone's Judas. Juan D’Oultremont, Freaksville records – FRVR18, 2009
- Merci mon chien. Boite de 4 badges. Editions Cornélius, collection Cornélia, 2013.
- Pontre (livre d'artiste de 16 lithographies détachables édité à 270 exemplaires signés et numérotés), Item éditions, 2015[36]
- Gone, Serious Publishing, 2019 (ISBN 978 2 36320 025 9)

## Expositions personnelles
- Mange Ton Bonbongle. Librairie Un Regard Moderne, Paris, octobre-novembre 1992[37]
- La Prairie (The Wild Side). Galerie Papiers-Gras, Genève, 21 juin - 14 juillet 1995
- La Veste et le Pantalon. Galerie Michel Lagarde, Paris, octobre 1995[38],[39]
- Shlaks. Une Exposition de Pierre La Police au Regard Moderne, mai-avril 1997
- Chuck Norris. Galerie Michel Gillet, 21 février - 31 mars 2000
- Horreur Picture Show. Villa Bernasconi, centre d'art, Genève, octobre 2000[40]
- Traumavision. A Gore Cinema Puzzle. Galerie du jour agnès b. Paris puis Tokyo, 2004[41] et Hong Kong 2005
- The Supremacist. Kamel Mennour, 6 avril au 15 mai 2006
- Pierre La Police. Galerie Trance Pop, Kyoto, 3 août au 18 septembre 2006[42]
- Pierre La Police. Institut français du Japon - Kansai, Kyoto, 2006
- Estampes Récentes et Editions Chroniques. Galerie Item, Paris, 7 février au 15 mars 2008
- Doudoune Blanche Contre Doudoune Rouge. Kamel Mennour. Le tube espace expérimental 31 janvier – 15 mars 2008
- Red Jacket vs White Jacket. Super Window Project Galery, Kyoto, 2009[43]
- Super Jacket Sentai. Musée international du manga de Kyoto, 30 mars au 19 avril 2009
- Sponge Cake. Stamperia Squadro galeria d'arte, Bologne, mars 2010
- Tes Monstrueux Autocollants qui Brillent dans la Nuit... Rectangle, Bruxelles, 22 mai au 3 juillet 2015[44]
- Pontre. Galerie Idem, Paris, septembre 2015
- Groumf! Le Lieu Unique, Nantes, 13 avril au 29 mai 2016[45]
- Mondo Thémistècle. Galerie Arts Factory, Paris, 18 octobre au 19 novembre 2016[46]
- Expo Thémistècle. Rencontres du 9e Art, Festival de Bande Dessinée et Autres Arts Associés. Musée des Tapisseries, Aix-en-Provence, 7 avril au 20 mai 2017[47]
- Another Green World. Galerie Lendroit, Rennes, 13 janvier au 25 mars 2023[48]

## Expositions collectives
- Un Regard Moderne Adult Material. Cartoon Art Museum, San Francisco, 1994
- Biennale de Cetinje, Monténégro, octobre - novembre 1997[49]
- Retour des Alpages. Avec Jean Lecointre. Galerie Papiers-Gras,  Genève, 1999[50]
- Sous Presse. Galerie Art's Factory, Paris, 15 octobre au 3 novembre 2000[51]
- Affinités Electives 2. Galerie du Jour - agnès b. Paris, 2000
- Art et Bande-Dessinée. Galerie Astérides, Marseille, 8 novembre au 30 novembre 2000[52]
- Un Monstre a Avalé Nos Affaires de Toilette. Avec Martes Bathori. Art's Factory & Galerie Lavignes-Bastille, Paris, 30 janvier au 28 février 2004[53]
- Mau-Mau (Black and White). Avec Olivier Millagou, Petra Mrzyk, Jean-François Moriceau, Émilie Maltaverne, Stéphane Magnin, Arnaud Maguet. Galerie Néon, Lyon, 2005[54]
- Dessins Pointus, Musée d'Art Naïf, Paris, 2005
- Draw! Galerie du Jour - agnès b. Paris, 16 avril au 21 mai 2005[55]
- Dessins Croisés. La Chaufferie, Strasbourg, 2006[56]
- Graphic session/01. Espace éof, 25 novembre au 16 décembre 2006[57]
- My 2007. Colette, 2007
- Drawing & Dreaming. ADN Galeria, Barcelone, 2007[58]
- Mais qu'est-il arrivé à cette Musique ? Proposition d’Arnaud Maguet, Villa Arson, Nice, 2008[59]
- Des Jeunes Gens Modernes, Galerie du Jour - agnès b. Paris, 3 avril - 17 mai 2008[60] et agnès b. Hong Kong 12 décembre 2008 au 14 mars 2009[61]
- VRAOUM! Trésors de la bande dessinée et de l’art contemporain, La Maison Rouge, Paris, 28 mai - 27 septembre 2009[62]
- Comic, Kunst aus Frankreich und Deutschland, Ambassade de France à Berlin et Institut Français de Berlin, 16 juin - 29 août 2009
- 10 Printemps en Automne. Kamel Mennour, Paris, 12 septembre - 13 octobre 2009
- Phase Zéro - 96 Propositions Spatiales. Galerie Serge Aboukrat, octobre 2009 - janvier 2010[63]
- Youpi, c'est la rentrée! chap II. Galerie Martine et Thibault De la Châtre, 4 au 25 septembre 2010[64]
- SmileD. Galerie des Musées de Toulon, 16 octobre au 19 décembre 2012[65]
- La Mer Secrète, Musée d’Onomichi, Japon, 27 juillet - 23 septembre 2013[66]
- Tempting Art, Biennale du Design de Milan, avril 2015 et Musée d’Art Moderne du Luxembourg (MUDAM), 2 juillet au 19 septembre 2016[67]
- Collection 100%. Galerie de Multiples, Paris, 5 décembre 2015 au 11 janvier 2016[68]
- Listen I'll Tell You The Truth. Tokyo Station Gallery, Tokyo, 5 décembre 2015 - 6 février 2016[69]
- L'Amour, l'Été et l'Architecte. Galerie de Multiples, Paris, 9 au 30 juillet 2016[70]
- EX-PDF. Project Room Galerie Art & Essai, Rennes, 15 décembre 2016 au 16 février 2017 et ZQM, Berlin[71] et Les Brasseurs Art Contemporain, Liège, septembre - octobre 2017[72] et Académie Royale des Beaux-Arts de Bruxelles, 31 janvier au 17 février 2018[73]
- Le Monde à l'envers. Galerie La Mauvaise Réputation, Bordeaux, 14 janvier au 11 février 2017[74]
- Graphzines. Musée Fürstenfeldbruck, Munich, 22 juin au 24 septembre 2017[75]
- Mythologies Contemporaines. Galerie BS, Paris, 19 octobre au 10 novembre 2017[76]
- Proposition Inédites 2. Galerie Idem, Paris, 15 février au 31 mars 2018[77]
- Les Hommes de la Mancha. Double V Galery, Marseille, 31 août au 27 octobre 2018[78]
- Choix Multiples. Galerie Arts Factory, Paris, 23 janvier au 9 mars 2019[79]
- Ridiculously Yours. Art, Awkwardness and Enthusiasm. Bundeskunsthalle, Bonn, 11 novembre 2022 au 10 avril 2023[80]

## Distinctions

### Décoration
- 2022 :  Chevalier de l'ordre des Arts et des Lettres[81]